# Doutrina jurídica
Doutrina jurídica é uma  disciplina humanística que estuda o direito. Distingue-se em escopo e métodos da Ciência do direito e da filosofia do direito.

## Papel da doutrina
O resultado do estudo de pensadores, juristas e filósofos do direito sobre a teoria do direito, a interpretação dos sistemas jurídicos positivos e a avaliação de sua aplicação às relações sociais e às condutas humanas em geral.
A doutrina tem fundamental importância tanto na elaboração da norma jurídica quanto em sua interpretação e aplicação pelos tribunais. A doutrina assume papel extremamente relevante para o direito e é essencial para aclarar pontos, estabelecer novos parâmetros, descobrir caminhos ainda não pesquisados, apresentar soluções justas, enfim, interpretar as normas, pesquisar os fatos e propor alternativas, com vistas a auxiliar a construção sempre necessária e constante do estado de direito, com o aperfeiçoamento do sistema jurídico.

## Etimologia
O termo doutrina provém do latim doctrina (doctrinae), que deriva do verbo docére (ensinar).

## Fonte do direito
A doutrina pode ser tida como fonte do direito, pois constitui-se em ambiente propício à formação do melhor critério de interpretação, oferecendo às normas jurídicas um fundo científico e consistente. Nela os juristas obtêm o conhecimento necessário, tendo razão Ribas Carneiro quando afirma que "uma lei será tão mais perfeita, quanto melhor houver sido a colaboração dos juristas versados na matéria".[carece de fontes?]
A afirmação de que a doutrina jurídica não possui força vinculante, uma vez que, em geral, não se encontra entre as normas jurídicas reconhecidas pelas constituições, é objeto de polêmica, pois há hipóteses históricas nas quais a doutrina possuiu força vinculante, como na Lei de Citações. No entanto, modernamente, esta é uma hipótese pouco usual sendo, a doutrina, regra geral, não considerada como fonte do direito.

## Diferentes acepções e natureza da doutrina
Otavio Luiz Rodrigues Junior  define a existência de 3 acepções para doutrina: "(i) é a opinião de certos juristas, unanimemente respeitada e consolidada no tempo, que ganhou força normativa por ato do soberano, tornando-se verdadeira fonte do Direito; (ii) é o conjunto de princípios extraídos das decisões  judiciais, por meio de indução, que se tornam aplicáveis a outros casos, como autênticos modelos; (iii) é o ensinamento dos mestres ( magister) da ciência do Direito, proferido em razão de sua autoridade universitária ou de seu reconhecimento pelos pares como saber digno de acatamento uniforme e reiterado." 
Na primeira acepção (doutrina obrigatória pela vontade do príncipe) tem-se o célebre exemplo da Lei de Citações, de 426 d.C., "pela qual se reconheceu a autoridade dos jurisconsultos Gaio, Papiniano, Paulo, Ulpiano e Modestino", os quais integraram o famoso Tribunal dos Mortos.  É um exemplo histórico de doutrina com força vinculante, embora hoje encontre-se em franco desaparecimento na maior parte dos ordenamentos jurídicos.
A segunda acepção (doutrina jurisprudencial) é aquela cujo "conteúdo deriva da união de sentenças e de escritos (comentários, artigos, manuais), que servem de fundamento às decisões dos juízes, os quais formam a opinio iuris (opinião dominante)", trata-se de uma "nomenclatura equívoca", pois "confunde o trabalho das cortes de justiça com a 'opinião dominante' dos doutores, equiparando-as".
A terceira acepção (doutrina propriamente dita) "é a que se enquadra no conceito contemporâneo de doutrina" e divide-se em:
a) Doutrina-norma.  É a doutrina dotada de força vinculante por seu reconhecimento pelo Estado. Um de seus "resquícios atuais" são os pareceres vinculantes da Advocacia-Geral da União, que, se aprovados pelo presidente da República, vinculam toda a Administração Federal. 
b)  Doutrina-parecer. É a doutrina produzida pelos pareceristas, em resposta a problemas jurídicos concretos, que lhes são submetidos pelas partes. 
c)  Doutrina magisterial. É a doutrina fundada na autoridade jurídica de professores, que possui o caráter de sistematização de princípios, de crítica jurisprudencial, de ordenação do pensamento jurídico sobre categorias, institutos e modelos jurídicos.  
Judith Martins-Costa apresenta também 3 acepções de doutrina, em diversos aspectos coincidentes com Otavio Luiz Rodrigues Junior, que é também referido como fundamento parcial de suas ideias, além dos franceses Philippe Jestaz e Christophe Jamin:
a) Doutrina como Direito culto (droit savant): É o resultado da "experiência jurídica em que os atores são - ou deveriam ser - intelectuais, palavra também lexicamente tardia, indicativa 'daqueles que se ocupam das coisas da inteligência'".
b)  Doutrina como fonte ou poder produtivo de juridicidade: É uma fonte do direito informal e indireta, baseada em sua própria autoridade e "dotada de um poder de fato, poder persuasivo, é verdade, mas inegável".
c) Doutrina como comunidade de autores formada especialmente por professores: "Esta comunidade é um corpo,e é também um campo, o da dogmática jurídica, construção teórica por excelência, elaboração intelectual pela qual é continuamente desenvolvido e reelaborado o conjunto de instituições e de conceitos por meio dos quais se busca explicar, discernir, orientar, sistematizar e mesmo dirigir o pensamento dos que se ocupam da prática do direito, daí derivando a auctoritas epistemológica ou a respeitabilidade intelectual reconhecida à doutrina".  
A apresentação da doutrina sob essas três acepções não ignora o problema de ser a doutrina uma expressão do conhecimento científico ou artístico, como elabora Pedro Carneiro Maia. Segundo esse autor, há os que defendem ser a dogmática jurídica uma forma de arte (Pedro Lessa), ao passo em que existem os defensores de sua cientificidade, o que lhe permite exercer uma função de aferir os postulados (João Theodoro Xavier, João Higyno Duarte Pereira w Miguel Reale). Carneiro Maia ressalva que   "não é dito que a Ciência do Direito se esgote na Dogmática ou que com ela se confunda".

## Diferença para alegal doctrine
A legal doctrine do sistema jurídico anglo-saxão ou common law é estabelecida por meio de precedentes judiciais, o que não se confunde com o conceito de doutrina jurídica dos sistemas de civil law.